# سيريل موران
سيريل موران (بالفرنسية: Cyril Morin )‏ (و. 1962 – م) هو ممثل، وملحن، ومؤلفو موسيقى تصويرية من فرنسا. ولد في بلوا. 

## وصلات خارجية
- سيريل موران على موقع IMDb (الإنجليزية)
- سيريل موران على موقع ألو سيني (الفرنسية)
- سيريل موران على موقع ميوزك برينز (الإنجليزية)
- سيريل موران على موقع أول موفي (الإنجليزية)
- سيريل موران على موقع قاعدة بيانات الأفلام السويدية (السويدية)
- سيريل موران على موقع ديسكوغز (الإنجليزية)
- سيريل موران على موقع قاعدة بيانات الفيلم (الإنجليزية)
- سيريل موران على موقع كينوبويسك (الروسية)